# Wallbach
Pour l’article homonyme, voir Wallbach (Thuringe).
Wallbach est une commune suisse du canton d'Argovie, située dans le district de Rheinfelden.

Photo aérienne (1949).